# Kunigunde Ansion

Kunigunde Ansion um 1899

Kunigunde Ansion, geb. Hasatty (* 25. Mai 1863 in Wien; † 16. November 1922 ebenda) war eine österreichische Schriftstellerin.

## Leben
Ansions Eltern starben früh, sodass sie im Haus eines englischen Professors aufwuchs. Sie heiratete 1879 den Hauptmann Arthur Ansion. Im Jahr 1887 schrieb Ansion eine historische Novelle, die ihr Mann ohne ihr Wissen an das „Wiener Fremdenblatt“ schickte. Die Novelle wurde zum Druck angenommen. Da das Blatt Interesse an weiteren Werken Ansions zeigte, schrieb sie in den folgenden Jahren Geschichten und Novellen, von denen 1891 acht gesammelt erschienen. Erfolgreich war Ansion auch mit ihrem Werk Die Kochkunst, das 1903 bereits in der 8. Auflage erschien. Ansion veröffentlichte regelmäßig in Zeitungen wie der „Deutschen Revue“, der „Litteratur-Zeitung“, „Alt Wien“, der „Adels Zeitung“, der „Presse“ oder der von Marianne Nigg herausgegebenen Zeitschrift „Frauen-Werke“.

## Werke
- Verschiedene Geschichten von Kunigunde Ansion-Hasatty. Huber & Lahme, Wien 1891.
- Ein Distanzrittpreis (in „Frauen-Werke“, 1. Jg., Nr. 4–6, 1894)
- Die Kochkunst. Kochbuch der „Wiener Mode“. Vollständige Sammlung von Kochrecepten. Lehrbuch des Kochens und Anrichtens, der Dunstobst- und Getränkebereitung nebst 365 Menus für alle Tage des Jahres (1895)